# Lista de condados do Oregon
A seguir, lista dos 36 condados do Oregon.
| - Baker - Benton - Clackamas - Clatsop - Columbia - Coos - Crook - Curry - Deschutes | - Douglas - Gilliam - Grant - Harney - Hood River - Jackson - Jefferson - Josephine - Klamath | - Lake - Lane - Lincoln - Linn - Malheur - Marion - Morrow - Multnomah - Polk | - Sherman - Tillamook - Umatilla - Union - Wallowa - Wasco - Washington - Wheeler - Yamhill |